# Hodiv, Zboriv
Hodiv (în ucraineană Годів) este localitatea de reședință a comunei Hodiv din raionul Zboriv, regiunea Ternopil, Ucraina.

## Demografie
Componența lingvistică a localității Hodiv
     Ucraineană (99,72%)
     Alte limbi (0,14%)
Conform recensământului din 2001, majoritatea populației localității Hodiv era vorbitoare de ucraineană (99,72%), existând în minoritate și vorbitori de alte limbi.